# Озио Сопра
О̀зио Со̀пра (на италиански: Osio Sopra; на ломбардски: Oss Sura, Осс Сура) е градче и община в Северна Италия, провинция Бергамо, регион Ломбардия. Разположено е на 192 m надморска височина. Населението на общината е 5237 души (към 2017 г.).